# Quinn Cummings
Quinn Louise Cummings (13 de agosto de 1967) es una actriz y escritora estadounidense. Es reconocida por su papel de Lucy McFadden en la película Goodbye Girl de Neil Simon, cuando era apenas una niña. Dicha actuación le valió una nominación a los Premios de la Academia por Mejor Actriz de Reparto. Otro de sus papeles recordados fue el de Annie Cooper en la serie de televisión Family de 1976. A finales de la década de 1980, Cummings actuó de manera muy ocasional. En la década de 1990, se retiró definitivamente de la actuación por sentirse incómoda con la popularidad. Ingresó en la UCLA por dos años y empezó a escribir historias para páginas de internet. Su última actuación para televisión se dio en 1991 en un episodio de la serie Blossom.
Ha escrito un libro de memorias, Notes From The Underwire. Su segundo libro, The Year of Learning Dangerously, sobre la escolaridad en América, fue publicado en agosto de 2012. En 2013, Cummings publicó Pet Sounds, una colección de ensayos relativa a la vida del hombre con los animales.
Quinn nació en Los Ángeles, hija única de Sumner Aaron Cummings (1919-1977), un empresario, y Jan Mae (1928-2015). En junio de 2000 dio a luz a su hija Anneke.

## Filmografía

### Cine
- The Goodbye Girl (1977)
- Listen to Me (1989)

## Premios y nominaciones
Premios Óscar
| Año  | Categoría               | Película           | Resultado |
| ---- | ----------------------- | ------------------ | --------- |
| 1978 | Mejor actriz de reparto | La chica del adiós | Nominada  |